# Église Saint-Hilaire de Salvezou
L'église Saint-Hilaire de Salvezou est une église catholique située à Salvezou, sur le territoire de la commune de Catus dans le département du Lot, en France.

## Historique
L'église Saint-Hilaire était la chapelle castrale d'un château qui a été détruit en 1935 à l'exception d'une petite tour de flanquement située dans le cimetière. Cette église dépendait du prieuré de Catus. Il a appartenu au XIVe siècle à Géraud de Sabanac, éminent juriste cadurcien, seigneur de Salvezou et Thédirac.
Les dispositions archéologiques sont caractéristiques des premières églises romanes du XIe siècle et se retrouvent au prieuré de Catus. Cependant l'église ne doit pas être antérieure au XIIe siècle. 
L'église a été remaniée au XVe siècle, époque à laquelle elle reçut son décor peint. La chapelle nord a dû être ajoutée au XVIIe ou au XVIIIe siècle. 
Les fausses voûtes d'arêtes de la nef datent du XIXe siècle. 
L'édifice est inscrit au titre des monuments historiques le 17 septembre 1990.
Plusieurs objets sont référencer dans la base Palissy.

## Description
L'église est à nef unique à deux travées, une abside semi-circulaire inscrite dans un chevet plat avec une chapelle latérale. Sa maçonnerie est en petits moellons simplement équarris sans de pierre de taille. Elle conserve encore des joints tirés au fer datant de l'époque médiévale.
Les voûtes sont en plâtre sur lattis en bois reposant sur des culots sculptés de têtes datant du XIXe siècle. La nef était encore charpentée au XVIIe siècle. Un plafond à la française du XVIIe siècle a été conservé mais, caché par les ajouts du XIXe siècle, il est invisible des visiteurs.
Un clocher-mur à trois baies a été placé au-dessus de la deuxième travée. 
À l'intérieur, des fragments importants de peintures murales de la fin du XVe siècle ou du début du XVIe siècle sont apparus sous les enduits et ont conduit à des travaux de restauration en 1989. Elles représentent la Tentation d'Adam et Ève, la Fuite en Égypte, la Rencontre des trois morts et des trois vifs, des soldats et un homme coupant du blé, une scène de chasse au faucon. Des entrelacs décoratifs sont peints sous les arcs doubleaux. 
L'église a la particularité d'avoir deux tribunes, celle du seigneur de Salvezou et celle du prieur de la paroisse. La première, accessible depuis une porte percée dans la façade sud, se trouve dans la partie ouest de la nef. La seconde se trouvait au-dessus du chœur. Elle est aujourd'hui cachée par les adjonctions du XIXe siècle.

## Vitraux
Les vitraux du XIXe siècle sont signés de Louis-Victor Gesta, maître-verrier toulousain.